# Équipe de Norvège de bandy

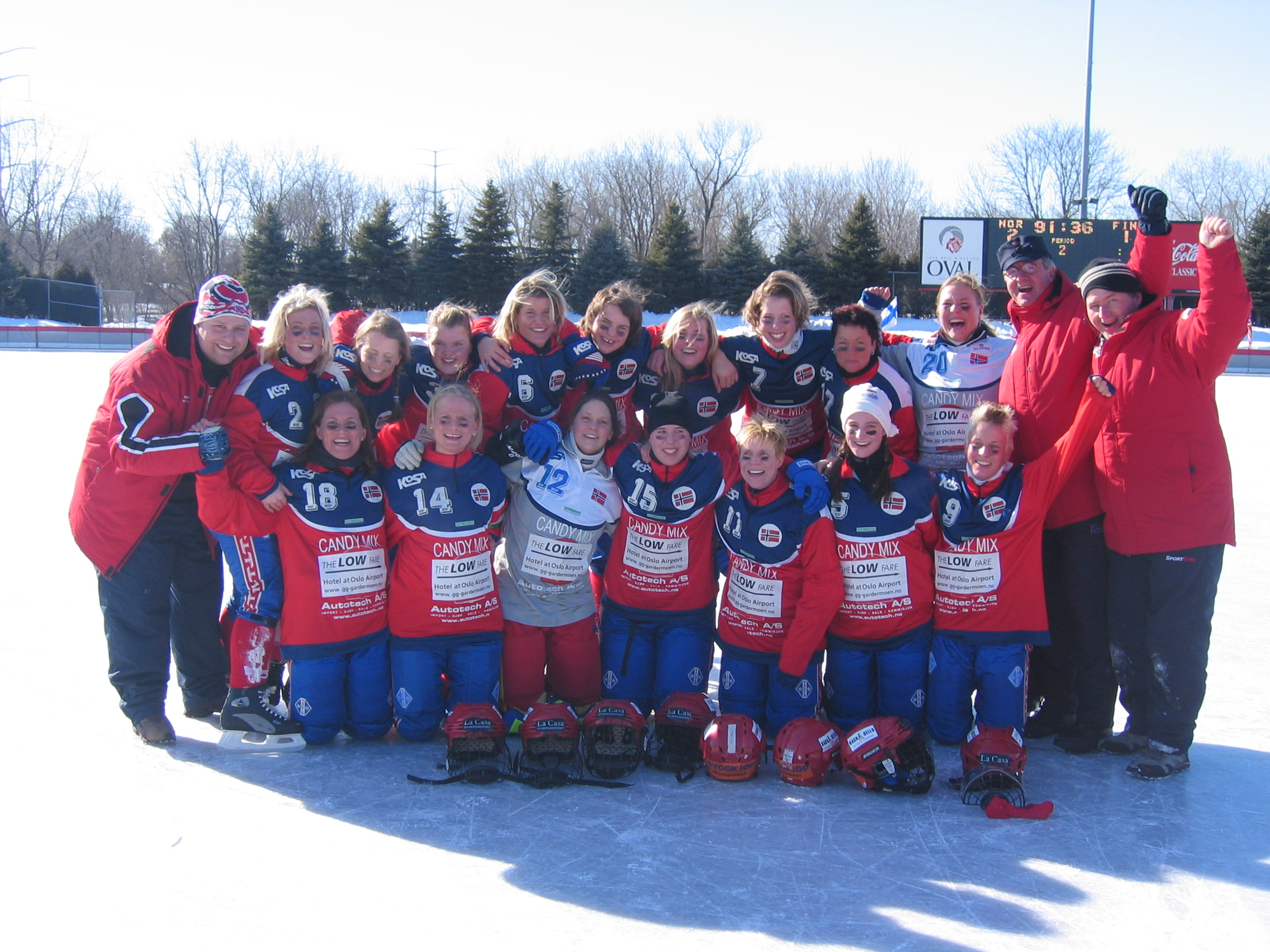
L'équipe nationale norvégienne féminine de bandy en 2006

L'équipe de Norvège de bandy participe aux Championnats du monde de bandy depuis le début de ces championnats. Les meilleures places de la Norvège sont une seconde place en 1965 et une troisième place en 1993. L'équipe féminine est arrivée à la troisième place des championnats du monde féminins en 2006 et en 2007.

## Référence
- (en) Cet article est partiellement ou en totalité issu de l’article de Wikipédia en anglais intitulé « Norway national bandy team » (voir la liste des auteurs).